# Elezioni statali in Renania Settentrionale-Vestfalia del 2022
Le elezioni statali in Renania Settentrionale-Vestfalia del 2022 si sono tenute il 15 maggio 2022 e hanno visto il rinnovo dei membri del Landtag della Renania Settentrionale-Vestfalia. Il governo uscente era composto da una coalizione tra CDU e liberali.

## Sistema elettorale
Il Landtag è eletto tramite un sistema misto. 128 membri sono eletti in collegi uninominali con il maggioritario (mandati diretti) e 53 vengono eletti tramite un sistema proporzionale di compensazione. Gli elettori hanno due voti: il primo per eleggere i mandati diretti, mentre il secondo per votare le liste dei partiti, da cui derivano i parlamentari eletti proporzionalmente. La dimensione minima del Landtag è di 181 membri, ma si possono anche aggiungere seggi come correttivi proporzionali del maggioritario. Infine, è presente una soglia di sbarramento del 5%: i partiti che non la superano non possono ottenere seggi.

## Quadro politico

### Partiti con rappresentanza parlamentare prima delle elezioni
| Nome | Nome  | Nome                                                                                | Ideologia                 | Risultati del 2017 | Risultati del 2017 |
| Nome | Nome  | Nome                                                                                | Ideologia                 | %                  | Seggi              |
| ---- | ----- | ----------------------------------------------------------------------------------- | ------------------------- | ------------------ | ------------------ |
|      | CDU   | Unione Cristiano-Democratica di Germania Cristlich Demokratische Union Deutschlands | Cristianesimo democratico | 33,0%              | 72 / 199           |
|      | SPD   | Partito Socialdemocratico di Germania Sozialdemokratische Partei Deutschlands       | Socialdemocrazia          | 31,2%              | 69 / 199           |
|      | FDP   | Partito Liberale Democratico Freie Demokratische Partei                             | Liberalismo classico      | 12,6%              | 28 / 199           |
|      | AfD   | Alternativa per la Germania Alternative für Deutschland                             | Populismo di destra       | 7,4%               | 16 / 199           |
|      | Grüne | Alleanza 90/I Verdi Bündnis 90/Die Grünen                                           | Ambientalismo             | 6,4%               | 14 / 199           |

### Altri partiti
- Die Linke

### Exit poll
| Ora   | CDU   | SPD   | Grüne | AfD  | FDP  | Linke | Fonte |
| ----- | ----- | ----- | ----- | ---- | ---- | ----- | ----- |
| Ora   |       |       |       |      |      |       | Fonte |
| 18:00 | 35%   | 27,5% | 18,5% | 6%   | 5%   | 2%    |       |
| 18:00 | 35%   | 28%   | 18%   | 5,5% | 5,5% | 2%    |       |
| 19:00 | 35,5% | 27,3% | 18,3% | 5,7% | 5%   | -     |       |
| 20:00 | 35,7% | 26,7% | 18,2% | 5,6% | 5,6% | 2,1%  |       |
| 21:00 | 35,8% | 26,7% | 18%   | 5,6% | 5,6% | 2,1%  |       |

## Risultati
| Partito | Partito                                        | Maggioritario | Maggioritario | Maggioritario | Maggioritario | Proporzionale | Proporzionale | Proporzionale | Proporzionale | Seggi totali | +/-     |
| Partito | Partito                                        | Voti          | %             | +/-           | Seggi         | Voti          | %             | +/-           | Seggi         | Seggi totali | +/-     |
| ------- | ---------------------------------------------- | ------------- | ------------- | ------------- | ------------- | ------------- | ------------- | ------------- | ------------- | ------------ | ------- |
|         | Unione Cristiano-Democratica di Germania (CDU) | 2 607 736     | 36,6          | 1,7           | 76            | 2 552 337     | 35,7          | 2,7           | -             | 76           | 4       |
|         | Partito Socialdemocratico di Germania (SPD)    | 2 092 815     | 29,4          | 5,1           | 45            | 1 905 033     | 26,7          | 4,5           | 11            | 56           | 13      |
|         | Alleanza 90/I Verdi (Grüne)                    | 1 269 484     | 17,8          | 11,8          | 7             | 1 299 580     | 18,2          | 11,8          | 32            | 39           | 25      |
|         | Partito Liberale Democratico (FDP)             | 390 084       | 5,5           | 3,1           | -             | 418 448       | 5,9           | 6,7           | 12            | 12           | 16      |
|         | Alternative für Deutschland (AfD)              | 368 314       | 5,2           | 0,2           | -             | 388 893       | 5,4           | 2,0           | 12            | 12           | 4       |
|         |                                                |               |               |               |               |               |               |               |               |              |         |
|         | Die Linke (Linke)                              | 162 075       | 2,3           | 2,6           | -             | 146 611       | 2,1           | 2,8           | -             | -            | Stabile |
|         | Altri                                          | 239 798       | 3,2           | -             | -             | 439 822       | 6,0           | -             | -             | -            | Stabile |
| Totale  | Totale                                         | 7 130 306     | 100,00        |               | 128           | 7 150 724     | 100,00        |               | 67            | 195          |         |
| Fonte   |                                                |               |               |               |               |               |               |               |               |              |         |

## Conseguenze del voto

### Differenze con le precedenti elezioni
La CDU è rimasta primo partito, aumentando leggermente i suoi consensi. L'SPD si è classificato secondo, perdendo abbastanza voti e seggi, mentre i Verdi sono cresciuti più di tutti, riuscendo ad essere terzo partito. L'FDP, invece, è stato il partito che è calato maggiormente, perdendo più della metà dei suoi seggi passati. L'AfD ha perso un quarto dei suoi seggi ed è calata leggermente, come Die Linke, che però ha dimezzato i consensi, non guadagnando seggi come nella precedente elezione.

### Formazione di un governo
Non essendoci nessun grande partito in grado di formare un governo monocolore, sarà obbligatorio formare un'alleanza. Una possibile sarebbe il Semaforo SPD-Verdi-FDP, oppure una CDU-Verdi come nel Baden-Württemberg.